# Dún Ibhir
Dún Ibhir (en anglès Dooniver o "fortificació d'Ibhir") és una vila d'Irlanda, a la Gaeltacht de l'illa d'Achill al comtat de Mayo, a la província de Connacht.
Es troba a la costa oriental de l'illa d'Achill i les poblacions més properes són Askill, Tóin an tSeanbhaile i Bun an Churraigh. La vila de Dún Ibhir es divideix en seccions: Bullsmouth, Claddagh, Dooniver, The Brae, Baile na locha (Lakeside), Dionn, Áird Mhór, New Road i Sebastopol, etc. També té platges com les de Dooniver strand i Bullsmouth Beach. Just al costat del llogaret hi ha l'illa d'Innisbiggle.

## Demografia
Cens de població 1841-1921:
| Any  | Població | Cases |
| ---- | -------- | ----- |
| 1841 | 252      | 50    |
| 1851 | 219      | 45    |
| 1861 | 254      | 52    |
| 1871 | 280      | 60    |
| 1881 | 234      | 45    |
| 1891 | 213      | 41    |
| 1901 | 270      | 48    |
| 1911 | 260      | 43    |
| 1921 | 242      | 58    |

## Literatura/Bibliografia
- Táin Bó Flidhais document del segle XII
- Manuscrit de Glenmason del segle XII
- "Fintan mac Bóchra i el falcó d'Achill", poema del segle XV

## Galeria

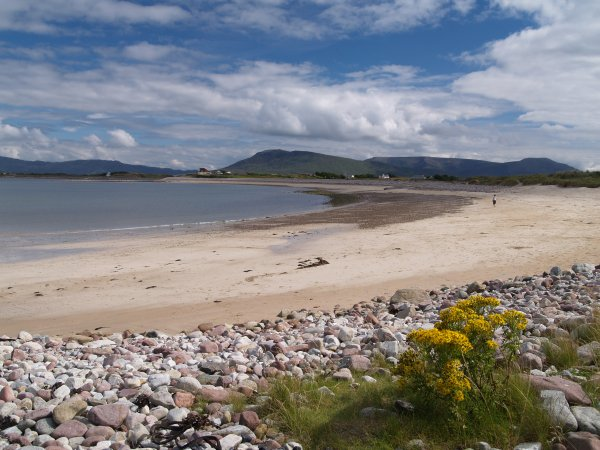
Vista des d'Inishbiggle
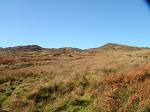
Dun Eibher
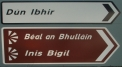
Senyalització en gaèlic